# شهرداری کندر
شهرداری کندر سازمانی عمومی غیردولتی است که مسئولیت اجرایی مدیریت شهری در کندر را بر عهده دارد. شهرداری کندر در سال ۱۳۸۴ خورشیدی تأسیس شد. علی نصرتی شهردار کنونی این شهر است.